# Geert van Rumund
Gerardus Johannes Maria van Rumund (Zevenaar, 14 januari 1956) is een Nederlands politicus en bestuurder. Hij is lid van de PvdA. Sinds 1 maart 2024 is hij waarnemend burgemeester van Brummen.

## Biografie
Na het behalen van zijn havo-diploma in 1973 en zijn atheneum A-diploma in 1974 aan het Liemers College te Zevenaar, behaalde Van Rumund in 1981 het kandidaatsexamen theologie aan de Katholieke Universiteit Nijmegen, waar hij ook nog geschiedenis heeft gestudeerd. Daarna was hij van 1981 tot 1983 jongerenbegeleider bij het Wegloophuis Nijmegen.
Van 1983 tot 1994 was Van Rumund ambtelijk secretaris van de PvdA-fractie in de gemeenteraad van Nijmegen. Van 1994 tot 1998 was hij er gemeenteraadslid en fractievoorzitter van de PvdA en was hij werkzaam als ambtelijk secretaris van de ondernemingsraad van het Streekziekenhuis/Verpleeghuis Zevenaar. Van 1998 tot 2005 was Van Rumund wethouder in Nijmegen van sociale zaken, zorg, grotestedenbeleid en onderwijs.
Van 1 november 2005 tot 1 juni 2021 was Van Rumund burgemeester van Wageningen. Op 26 april 2021 werd hij benoemd tot ridder in de Orde van Oranje-Nassau. Met ingang van 1 maart 2024 werd hij benoemd als waarnemend burgemeester van Brummen. In Brummen houdt hij zich bezig met de gemeentelijke herindeling, mogelijk met Rheden of met Zutphen.
Rumund was onder meer bestuurslid van Politiek-Cultureel Centrum O42 in Nijmegen (1986–1994), lid van de raad van commissarissen van de Zuid Gelderse Nutsbedrijven (1994–1995), secretaris en penningmeester van het Stedelijk Netwerk Nijmegen (1989–1998) en lid van het Steunpunt Noodopvang Vluchtelingen Nijmegen (1994–1998).
Rumund was ook bestuurslid van het Dominicaans Activiteiten Centrum in Huissen (1995–2005), bestuurslid van het Dominicaans Studiecentrum (2005–2020), lid van de Bestuurlijke Kerngroep Grote Stedenbeleid (1998–2005), voorzitter van de GGD regio Nijmegen (1998–2005) en bestuurslid van de VNG-afdeling Gelderland (1998–2006).
Van Rumund is getrouwd en is rooms-katholiek van geloof.